# Aricia transalaica
Aricia transalaica är en fjärilsart som beskrevs av Obraztsov 1935. Aricia transalaica ingår i släktet Aricia och familjen juvelvingar. Inga underarter finns listade i Catalogue of Life.